# Synthemis tasmanica
Synthemis tasmanica är en trollsländeart som beskrevs av Tillyard 1910. Synthemis tasmanica ingår i släktet Synthemis och familjen skimmertrollsländor. Inga underarter finns listade i Catalogue of Life.